# 동해중부선 (일제강점기)
동해중부선(東海中部線)은 조선총독부의 국유철도 노선이다. 지금의 대구선, 중앙본선, 동해본선으로 각각 분할되었다.

## 역사
본래 조선경편철도주식회사(朝鮮輕便鐵道株式會社)가 부설한 사설의 경편철도노선으로, 1916년 1월에 경부본선 대구역에서 동해안의 포항에 이르는 구간과, 도중의 서악역에서 분기하여 울산을 거쳐 동래에 이르는 구간과, 울산에서 분기하여 장생포에 이르는 구간의 총 115mile(≒185.1km)의 부설 면허를 신청하여 2월 15일에 허가받았다. 1917년 2월에 대구에서부터 착공하여 12월에 대구 ~ 하양간이, 1918년에 하양 ~ 포항간이 개통하고, 1919년에 포항 ~ 학산간이 개통하였다. 동래 방면으로는 1918년에 서악 ~ 경주간이, 1919년에 경주 ~ 불국사간이, 1921년에 불국사 ~ 울산간이 개통하여 면허구간 중 총 92mile(≒148.1km)이 개통하였다.
조선중앙철도는 1923년에 조선철도주식회사에 합병되었고, 조선철도는 이 노선을 경동선(慶東線)이라고 불렀다. 1927년에 경주읍내구간이 이설되어 포항 방면과 울산 방면의 분기역이 경주역으로 변경되었다.
울산 ~ 동래간 및 울산 ~ 장생포간은 결국 개통되지 못하고, 조선총독부의 「조선철도12년계획」의 일환으로 매수되어 동해중부선으로 개칭하여 국유철도노선이 되었다. 표준궤로 개량하는 공사가 진행되어 1936년에 경주 ~ 울산간이, 1938년에 대구 ~ 영천간이, 1939년에 영천 ~ 경주간이, 1945년에 경주 ~ 포항간이 표준궤로 개궤되었다. 이 과정에서 대구 ~ 영천간은 대구선에, 영천 ~ 경주간은 경경남부선에, 경주 ~ 울산 및 경주 ~ 포항간은 동해남부선에 각각 편입되었고, 잔여구간인 포항 ~ 학산간은 폐지되었다.

## 연혁
- 1917년 12월 24일 : 조선경편철도에 의해 대구 ~ 하양간 14.4mile 개통, 대구역·동촌역·반야월역·청천역·하양역 개업.[1]
- 1918년 7월 18일 : 하양 ~ 금호간 3.4mile 개통, 금호역 개업.[2]
- 1918년 11월 1일 : 금호 ~ 서악간 24.1mile 개통, 영천역·임포역·아화역·건천역·서악역 개업.[3]
- 1918년 12월 28일 : 서악 ~ 포항간 22.1mile 및 서악 ~ 경주간 1.2mile 개통, 사방역·안강역·부조역·효자역·포항역·경주역 개업.[4]
- 1919년 1월 14일 : 경주 ~ 불국사간 8.1mile 개통, 도지역·불국사역 개업.[5]
- 1919년 6월 25일 : 포항 ~ 학산간 1.2mile 개통, 학산역·금장역 개업.[6]
- 1919년 9월 27일 : 조선경편철도가 조선중앙철도(朝鮮中央鐵道)로 사명 변경.
- 1921년 10월 25일 : 불국사 ~ 울산간 18.7mile 개통, 입실역·모화역·호계역·병영역·울산역 개업.
- 1921년 11월 1일 : 노선명칭이 부여되어 대구 ~ 학산간은 구포선(邱浦線), 서악 ~ 울산간은 울산선(蔚山線)이 되었다.
- 1922년 12월 25일 : 광명역 개업 및 울산선 영업거리 개정(27.0mile → 26.9mile).
- 1923년 9월 1일 : 조선중앙철도가 조선철도에 합병, 구포선과 울산선을 합쳐 경동선(慶東線)으로 명명.
- 1927년 7월 15일 : 도지역을 개량하고 동방역으로 개칭.
- 1927년 8월 1일 : 서악역 ~ 금장역간이 경주역 ~ 금장역으로 이설됨에 따라 본선과 지선의 분기역이 경주역으로 변경, 영업거리 개정(대구 ~ 학산간 65.1mile → 66.9mile, 경주 ~ 울산간 26.9mile → 25.8mile).
- 1928년 7월 1일 : 경동선을 조선총독부가 매수하여 동해중부선(東海中部線)이라 명명하고 영업 개시, 영업거리 개정(대구 ~ 학산간 66.1mile → 66.7mile).[7]
- 1930년 4월 1일 : 영업거리 단위를 마일에서 킬로미터로 개정(대구 ~ 학산간 66.7mile → 107.4km, 경주 ~ 울산간 25.8mile → 41.4km).[8]
- 1935년 12월 16일 : 울산역 위치 변경에 따른 영업거리 개정(경주 ~ 울산간 41.4km → 40.4km).[9]
- 1936년 12월 1일 : 경주 ~ 울산간을 동해남부선에 편입.[10]
- 1938년 7월 1일 : 대구 ~ 영천간을 표준궤로 개궤 및 영업거리 개정(107.4km → 111.7km).[11]
- 1938년 12월 1일 : 대구 ~ 영천간을 경부선의 지선인 대구선으로, 영천 ~ 경주간을 경경남부선(京慶南部線)으로 분리.[12]
- 1939년 6월 1일 : 경주 ~ 영천간을 표준궤로 개궤.[13]
- 1945년 7월 10일 : 경주 ~ 포항간을 동해남부선에 편입하고 포항 ~ 학산간은 폐선하여 동해중부선 폐지.[14]

## 운영

### 운행
열차는 기본적으로 증기기관차가 견인하는 여객/화물 혼합열차로 편성되고, 급행열차 없이 모든 열차가 각역에 정차하였다. 부정기 화물열차를 제외하면 울산에서 대구 방면으로 직결 운행하는 열차는 단 한번도 없었으며, 대구 ~ 학산간(구포선)과 서악 ~ 울산간(울산선)은 별개의 노선처럼 운영하였다. 조선중앙철도가 운영하던 1922년 당시 1일 정기열차 운행횟수는 대구 ~ 영천간에는 5왕복, 영천 ~ 포항간 및 포항 ~ 학산간에는 4왕복, 서악 ~ 경주간에는 8왕복, 경주 ~ 울산간에는 3왕복이었다.
본래 구포선이 경주역을 경유하지 않은 이유는 대구에서 포항으로 가면서 경주읍내를 경유하면 형산강을 두번 건너야 하기 때문에, 건설비를 절감하기 위해서였다. 그러나 경주지역의 수요에 대응하기 위해 서악 ~ 경주간 1개역을 왕복하는 구간열차를 편성해야 했고, 결국 1927년에 경주역에서 분기하도록 이설하였다.
조선중앙철도가 조선철도에 합병된 뒤에 처음으로 여객열차가 편성되어 대구 ~ 포항간을 1왕복 운행하였다. 1926년에 울산선이 4왕복으로 증편되었다.
국유화된 후 조선총독부 철도국이 나게하형 가솔린 동차를 도입하면서 여객운송은 점차 동차로 교체되고 여객/화물 혼합열차의 편성은 사라졌다.

### 연락운송
1927년 당시 경동선은 아래의 운송사업자와 연락운송을 시행하였다.
- 대구역 경유 조선총독부 철도국선
- 대구역, 조선총독부 철도국 경부본선 및 부관연락선 경유 일본 철도성선
- 대구역, 조선총독부 철도국 경부본선 및 경의본선 경유 남만주철도선(화물)
- 택산기선(澤山汽船), 조선우선(朝鮮郵船)의 항로(화물)
- 대구시내 및 경주읍내버스
- 대구 ~ 성주간 버스
- 영천역 ~ 영천읍내간 버스
- 포항 ~ 영덕 ~ 영양간 버스
- 울산 ~ 부산, 동래 온천장, 방어진, 장생포간 버스

국유화된 후에는 조선총독부 철도국의 연락운송규칙에 따라 전국의 교통사업자와의 연락운송을 시행하였다.

### 차량
아래의 목록은 조선철도가 보유했던 차량이다. 국유화된 후에도 나게하형 가솔린 동차를 도입한 것 외에는 기존의 차량을 계속 사용하였다.
- 기관차
  - 탱크 6륜차 17톤 15량(운행용)
  - 탱크 4륜차 9톤 2량(입환용)
- 객차
  - 보기 특등차 20인승 3량
  - 보기 특등차 12인승 1량
  - 보기 특등 10인/보통 12인 합동차 5량
  - 보기 보통차 24인승 40량
  - 보기 수하물/우편 합조차 5량
- 화차
  - 유개 보기차 5톤 11량
  - 유개 4륜차 5톤 50량
  - 무개 4륜차 4톤 17량
  - 무개 4륜차 5톤 71량

## 역 목록
조선국유철도의 영업거리 단위가 마일(哩, mile)에서 킬로미터(粁, km)로 개정된 1930년 4월 1일 기준이다.

### 본선
전구간 경상북도에 소재한다
| 역명   | 역명   | 역명         | 역간 거리(km) | 영업 거리(km) | 접속 노선 | 소재지 | 소재지        | 비고       |
| 한글   | 한자   | 가나         | 역간 거리(km) | 영업 거리(km) | 접속 노선 | 소재지 | 소재지        | 비고       |
| ------ | ------ | ------------ | ------------- | ------------- | --------- | ------ | ------------- | ---------- |
| 대구   | 大邱   | たいきう     | 0.0           | 0.0           | 경부본선  | 대구부 | 칠성정2가     |            |
| 동촌   | 東村   | とうそん     | 5.4           | 5.4           |           | 달성군 | 해안면 검사동 |            |
| 반야월 | 半夜月 | はんやげつ   | 5.2           | 10.6          |           | 경산군 | 안심면 율하동 |            |
| 청천   | 淸泉   | せいせん     | 6.1           | 16.7          |           | 경산군 | 하양면 청천동 |            |
| 하양   | 河陽   | かよう       | 6.3           | 23.0          |           | 경산군 | 하양면 금락동 |            |
| 금호   | 琴湖   | きんこ       | 5.5           | 28.5          |           | 영천군 | 금호면 교대동 |            |
| 영천   | 永川   | えいせん     | 5.6           | 34.1          |           | 영천군 | 영천면 도동   |            |
| 임포   | 林浦   | りんぽ       | 9.3           | 43.4          |           | 영천군 | 북안면 임포동 |            |
| 아화   | 阿火   | あくわ       | 5.6           | 49.0          |           | 경주군 | 서면 아화리   |            |
| 건천   | 乾川   | かんせん     | 6.5           | 55.5          |           | 경주군 | 서면 천포리   |            |
| 광명   | 光明   | くわうみやう | 4.8           | 60.3          |           | 경주군 | 경주면 광명리 | 간이정거장 |
| 서악   | 西岳   | せいがく     | 6.9           | 67.2          |           | 경주군 | 경주면 서악리 | 간이정거장 |
| 경주   | 慶州   | けいしう     | 1.8           | 69.0          | 울산 방면 | 경주군 | 경주면 사정리 |            |
| 금장   | 金丈   | きんじよう   | 6.7           | 75.7          |           | 경주군 | 현곡면 금장리 |            |
| 사방   | 士方   | しほう       | 8.4           | 84.1          |           | 경주군 | 강서면 사방리 |            |
| 안강   | 安康   | あんこう     | 6.3           | 90.4          |           | 경주군 | 강서면 안강리 |            |
| 부조   | 扶助   | ふじよ       | 6.4           | 96.8          |           | 경주군 | 강동면 유금리 |            |
| 효자   | 孝子   | こうし       | 4.6           | 101.4         |           | 영일군 | 연일면 효자동 | 간이정거장 |
| 포항   | 浦項   | ほこう       | 4.0           | 105.4         |           | 영일군 | 포항면 포항동 |            |
| 학산   | 鶴山   | かくさん     | 2.0           | 107.4         |           | 영일군 | 포항면 학산동 |            |

### 지선
| 역명   | 역명   | 역명       | 역간거리(km) | 영업거리(km) | 접속 노선      | 소재지   | 소재지 | 소재지        | 비고       |
| 한글   | 한자   | 가나       | 역간거리(km) | 영업거리(km) | 접속 노선      | 소재지   | 소재지 | 소재지        | 비고       |
| ------ | ------ | ---------- | ------------ | ------------ | -------------- | -------- | ------ | ------------- | ---------- |
| 경주   | 慶州   | けいしう   | 0.0          | 0.0          | 대구/학산 방면 | 경상북도 | 경주군 | 경주면 사정리 |            |
| 동방   | 東方   | とふほう   | 6.2          | 6.2          |                | 경상북도 | 경주군 | 내동면 동방리 | 간이정거장 |
| 불국사 | 佛國寺 | ぶつこくじ | 5.3          | 11.5         |                | 경상북도 | 경주군 | 내동면 구정리 |            |
| 입실   | 入室   | にうしつ   | 8.4          | 19.9         |                | 경상북도 | 경주군 | 외동면 입실리 |            |
| 모화   | 毛火   | もうか     | 3.8          | 23.7         |                | 경상북도 | 경주군 | 외동면 모화리 |            |
| 호계   | 虎溪   | こけい     | 7.2          | 30.9         |                | 경상남도 | 울산군 | 농소면 호계리 |            |
| 병영   | 兵營   | へいゑひ   | 7.1          | 38.0         |                | 경상남도 | 울산군 | 하상면 남외리 | 간이정거장 |
| 울산   | 蔚山   | うるさん   | 3.4          | 41.4         |                | 경상남도 | 울산군 | 울산면 성남동 |            |

## 참고 문헌
- 鈴木淸, 竹內虎治 (1925년). 《朝鮮の私設鐵道》 [조선의 사설철도] (일본어). 남만주철도주식회사.
- 조선총독부 철도국 (1911년 ~). 《朝鮮鐵道狀況》 [조선철도현황] (일본어). 조선총독부 철도국.